# 山根一彦
山根一彦は、日本の医学者・医学博士。一般社団法人認知症協会（通称：認知症協会）の代表理事を務め、認知症予防分野での著述活動で知られる。
専門は神経変性疾患、生体防御、感染症代謝。製薬企業での共同研究開発や大学での研究論文執筆の経歴を持つ。認知症予防に関する一般向けの書籍を複数執筆し、講演やメディアを通じて活動を行っている。

## 略歴
徳島大学大学院医科学教育部（医学専攻）を修了し、2014年に医学博士号を取得した。博士課程ではインフルエンザ重症化に関する代謝研究に取り組み、新規のピルビン酸デヒドロゲナーゼキナーゼ4（PDK4）阻害薬の効果を検証する研究論文を発表している。大学院修了後は第一三共ヘルスケア株式会社やSBIアラプロモ株式会社など大手製薬企業と製品の研究開発・改良に携わり、共同特許を複数取得している。2017年、一般社団法人認知症協会の代表理事に就任し、以降は認知症予防の啓発と人材育成を中心に活動している。

## 現在の役職・所属団体
現在、山根一彦は認知症協会の代表理事を務めている。同協会は認知症予防に携わる人材の育成・支援を目的とした団体であり、「認知症予防活動支援士」の認定制度の運営や専門講師の派遣による講座開催などを行っている。

## 主な研究テーマ・分野
山根の専門分野は神経変性疾患（アルツハイマー病などの認知症を含む）や生体防御（免疫学）、感染症における代謝異常など多岐にわたる。博士課程ではインフルエンザウイルス感染症の病態メカニズムと代謝に着目した研究を行い、エネルギー代謝改善による重症インフルエンザ治療の可能性を探った。第一三共ヘルスケアとアラモとの共同研究を行い、皮膚科学領域や抗加齢領域の商品開発に参加、医薬品・健康食品の開発を行なった。2017年以降は、自身の専門である神経変性疾患の知見を活かしつつ、認知症予防を中心テーマに据えて活動しており、医学研究に基づく予防法の普及に努めている。

## 主な論文・著作物
- 学術論文： “Diisopropylamine Dichloroacetate, a Novel Pyruvate Dehydrogenase Kinase 4 Inhibitor, as a Potential Therapeutic Agent for Metabolic Disorders and Multiorgan Failure in Severe Influenza”（PLoS One, 2014年）tokushima-u.repo.nii.ac.jp – 重症インフルエンザの病態改善につながる新規PDK4阻害薬DADAの有効性を示した研究（徳島大学大学院の学位論文）[6][7]。
- 一般向け著書：『マンガでわかる 医学博士がすすめる 認知症にならない最高の習慣』（新潮社、2022年）[8] – 認知症の最新知見と予防法をマンガ形式で解説した書籍。40代からの生活習慣が認知症発症リスクに与える影響や、米国で開発された「リコード法」などの先端的な治療・予防プログラムについてわかりやすく紹介している。
- 一般向け著書：『OK食材、NG食材もズバリ！ 認知症を防ぐ最高の食べ方』（KADOKAWA、2024年）jho.or.jp[9] – 認知症の予防・改善に効果的な食事法を解説した著書。アルツハイマー型認知症のリスクを低減する食品や栄養素、避けるべき添加物などについて具体的な指南を行い、食生活の面から認知症予防に取り組む方法を提示している。
- 監修教材：『新健康 脳活ドリル』[10]、『健康！ 脳活点つなぎ』[11] – 認知症予防のための脳トレーニング教材。パズルや計算問題を通じて認知機能を鍛える内容で、山根は医学監修者として制作に関与している。